# Купьеваха (Полтавская область)
Купьеваха (укр. Куп'єваха) — село,
Войниховский сельский совет,
Лубенский район,
Полтавская область,
Украина.
Код КОАТУУ — 5322881203. Население по переписи 2001 года составляло 129 человек.

## Географическое положение
Село Купьеваха находится в 5-и км от правого берега реки Сула,
на расстоянии в 1 км от села Войниха, в 2-х км — село Терновщина.
По селу протекает безымянная речушка.
Рядом проходит автомобильная дорога М-03.